# Basatan
Basatan, även kallad "Krabbornas herre" (Master of the Crabs), är en fiktiv gudalik varelse skapad av Clark Ashton Smith.
Basatan är en havsgud och troligtvis en av de stora äldre (Great Old Ones) i Cthulhu-mytologin. Föga är känt angående Basatan men det sägs att varelsen har en ring som ger bäraren övernaturliga krafter. På grund av Basatans natur förknippas den med stjärnkonstellationen Kräftan.
Basatan nämns för första gången i Clark Ashton Smiths korta berättelse "Master of the Crabs" (1948).